# Emma Behn
Emma Tallulah Behn (29 de setembro de 2008, Lommedalen) é a terceira e última filha da princesa Marta Luísa da Noruega e de seu ex-marido, o escritor e pintor Ari Behn.
É neta do Rei Haroldo V e da Rainha Sônia e a sétima na linha de sucessão ao trono norueguês.

## Biografia
Emma nasceu de parto natural, em casa, em Lommedalen, pesando 3,7 quilos e medindo 53 centímetros.
Foi batizada no dia 20 de janeiro de 2009, na Capela Real, sendo seus padrinhos sua avó paterna, Marianne Solberg Behn, a Princesa Mette-Marit da Noruega, a Princesa Alexia da Grécia,  Carl Christian Christensen, Anbjørg Sætre Håtun e Sigvart Dagsland. Para a cerimônia, ela usou um traje de batizado tradicional, criado em 1920 pela Princesa Ingeborg e usado por todas as crianças descendentes do Príncipe Carlos.
Apesar dela e de suas irmãs mais velhas, Maud e Leia, não terem recebido um título real e de no futuro não terem funções oficiais na Casa Real, elas costumam participar de eventos envolvendo a Família Real. Em 2012 participaram das comemorações dos aniversários de 75 anos do Rei e da Rainha, em 2016 participaram dos eventos relativos ao Jubileu de Prata do Rei e em 2017 e 2019 atenderam ao Culto Natalino, por exemplo.
Entre 2012 e 2015 morou com os pais e as irmãs em Londres, na Inglaterra, tendo seus pais se divorciado em 2016.

### Morte do pai
Ari, pai de Emma, morreu por suicídio no dia de Natal, em 25 de dezembro de 2019, tendo ela e suas irmãs ficado muito consternadas com a morte. Durante o funeral, no discurso lido por sua irmã mais velha, esta disse: "teremos muitas saudades tuas".